# Shijo
O Imperador Shijo (四条天皇, [[[1231]] - 1242] Erro: {{japonês}}: texto da transliteração contém caractere não latino (pos 19) (ajuda)) foi o 87º imperador do Japão, na lista tradicional de sucessão.

## Vida
Antes de sua ascensão ao Trono do Crisântemo seu nome pessoal era Toshito, também era conhecido como Mitsuhito.
Foi o primeiro filho do Imperador Go-Horikawa. Sua mãe foi Fujiwara no Shunshi filha de Kujō Michiie.
Em 1232, no 11º ano do reinado de Go-Horikawa, este abdica; e a sucessão foi feita por Shijo que tinha na época um ano e reinou até 1242, mas não exerceu qualquer poder, seu pai serviu como Imperador em Clausura até a morte dele em 1234. Depois a administração passou a ser exercida por seus parentes maternos Kujō Michiie e Saionji Kintsune.
Ele morreu em 1242 aos dez anos, após um acidente, e não deixou herdeiros.

## Daijō-kan
- Sesshō: Kujō Norizane - (1232 - 1235)
- Sesshō: Kujō Michiie - (1235 - 1237)
- Sesshō: Konoe Kanetsune - (1237 - 1242)
- Daijō Daijin: Saionji Kintsune - (1232 - 1238)
- Daijō Daijin: Kujō Yoshihira - (1238 - 1239)
- Daijō Daijin: Konoe Kanetsune - (1240 - 1242)
- Sadaijin: Kujō Norizane - (1231 - 1235)
- Sadaijin: Konoe Kanetsune - (1235 - 1238)
- Sadaijin: Nijō Yoshizane - (1238)
- Udaijin: Konoe Kanetsune - (1232 - 1235)
- Udaijin: Saionji Tsuneuji - (1235 - 1236)
- Udaijin: Nijō Yoshizane - (1236 - 1238)
- Udaijin: Sanjō Sanechika - (1238 - 1240)
- Udaijin: Ichijō Sanetsune - (1240 - 1242)
- Naidaijin: Saionji Saneuji - (1232 - 1235)
- Naidaijin: Nijō Yoshizane - (1235 - 1236)
- Naidaijin: Kujō Motoie - (1237 - 1238)
- Naidaijin: Ōinomikado Ietsugu - (1238 - 1240)
- Naidaijin: Kinugasa Ieyoshi - (1240 - 1241)
- Naidaijin: Takatsukasa Kanehira - (1241 - 1242)